# Milverine
John Frank Hamann (Milwaukee, 27 de noviembre de 1962), más conocido como Milverine, es un hombre estadounidense conocido por su parecido con el personaje de cómic y cine Wolverine mientras caminaba sin camisa en su ciudad natal de Milwaukee, Wisconsin, Estados Unidos.

## Biografía
Hamann nació en Milwaukee. Creció en el lado sur de Milwaukee y asistió a la escuela secundaria Pulaski. A 2018, es un trabajador de la construcción a tiempo parcial y exaspirante a luchador en jaula. Es un fanático de la música de ópera.
Hamann comenzó a realizar caminatas rápidas diarias de dos a tres horas en Milwaukee a principios de la década de 2000, andando sin camisa en climas superiores a 60 grados Fahrenheit (15,6 °C). Llamó la atención por sus músculos y su pecho peludo, lo que lo hacía parecerse al actor de Wolverine, Hugh Jackman, de la serie de películas X-Men, pero no estaba al tanto de su celebridad hasta que otros hicieron páginas sobre él en las redes sociales. Alrededor de 2010, un residente de Milwaukee que apodó a Hamann el «Milverine» (un acrónimo de «Milwaukee» y «Wolverine») abrió una página de Facebook con fotos de Hamann en sus paseos. También aparecieron páginas de fans en Yelp, Twitter y Tumblr, y en 2011 Hamann fue descrito como una «leyenda de Milwaukee».
Hamann ha participado en eventos locales y ha sido objeto de canciones, memes de Internet y otros medios. Apareció en un encuentro de bienvenida en diciembre de 2011 donde se vendieron camisetas de Milverine para su beneficio. El Festival de Cine de Milwaukee lo presentó en un vídeo promocional en 2013. En 2017, desapareció de la vista del público cuando su madre murió y se rompió el menisco, pero volvió a su rutina después de ocho meses de recuperarse de una cirugía de menisco.
En noviembre de 2018, la cervecería MobCraft Beer de Walker's Point produjo una cerveza negra con leche llamada «Moo-Waukee» adornada con la imagen de Hamann. Vice Media lanzó un documental de nueve minutos sobre Hamann, «Wisconsin Legend 'Milverine' Has Never Left Milwaukee», en febrero de 2020. El Museo y Salón de la Fama Nacional de Bobblehead en Milwaukee hizo una figura de muñeco de Hamann para el Día de Milwaukee el 14 de abril de 2020.

## Lectura adicional
- «Wisconsin Legend "Milverine" Has Never Left Milwaukee» (video) (en inglés). Vice Media. Febrero de 2020.

- Datos: Q123109099